# بوبي فيلس
بوبي فيلس (بالإنجليزية: Bobby Phills) مواليد 20 ديسمبر 1969 في باتون روج - الوفاة 12 يناير 2000، كان لاعب كرة سلة أمريكي بدأ مسيرته الاحترافية في سنة 1991. تم اختياره من قبل فريق ميلووكي باكز خلال الدرافت. بلغ طوله 6 قدم 5 بوصة (2.0 م). اعتزل اللعب في 2000.

## المسيرة الاحترافية
لعب مع كليفلاند كافالييرز في سنة 1992، ثم لعب مع نادي سرقسطة لكرة السلة في الدوري الإسباني في سنة 1993، ثم لعب مع كليفلاند كافالييرز من سنة 1992 إلى 1997، ثم لعب مع شارلوت هورنتس من سنة 1997 إلى 2000.

## روابط خارجية
- بوبي فيلس على موقع إن بي أي (الإنجليزية)
- بوبي فيلس على موقع سبورتس رفرنس (الإنجليزية)
- بوبي فيلس على موقع الدوري الإسباني لكرة السلة (الإسبانية)
- بوبي فيلس على موقع كرة السلة الأوروبية.كوم (الإنجليزية)
- بوبي فيلس على موقع كلية كرة السلة في سبورتس رفرنس.كوم (الإنجليزية)
- بوبي فيلس على موقع ريلجم (الإنجليزية)
- بوبي فيلس على موقع بروبوليرز (الإنجليزية)